# Низовкина, Надежда Юрьевна
Наде́жда Ю́рьевна Низо́вкина (род. 16 февраля 1986 года, Улан-Удэ, СССР) — член Демократического Союза, юрист, правозащитник, поэт и литературный критик.
Известна как правозащитник и как писатель. Ключевое направление в юриспруденции — выступление в судах по известным политическим процессам, защита политзаключённых и подвергнутых дискриминации. Жанры в литературе — гражданская поэзия, литературная критика и публицистика. Участник XVII Международного форума молодых писателей России, стран СНГ и зарубежья, I и II Сибирских совещаний литературных критиков. Дипломант XVI Международного литературного Волошинского Конкурса, победитель IV Международного Этигэловского фестиваля и I Международного конкурса «Поэзия Ангелов Мира». Лауреат Всероссийского литературного конкурса «Хранители Природы», премии журнала «Байкал», конкурса «Улан-Удэнский рассказ». Финалист I Конкурса литературно-исследовательского журнала «Prosōdia» «Пристальное прочтение поэзии». Входила в шорт-лист VIII Международного Славянского литературного форума «Золотой Витязь», Всероссийского литературного конкурса «Родине поклонитесь», а также в лонг-лист Одесской международной литературной Премии им. Исаака Бабеля, VI Международного литературного тютчевского конкурса «Мыслящий тростник», Международного драматургического конкурса «ЛитоДрама-2018», Премии неправильной драматургии «НИМ-2018» и др. Кроме того, известна некоторыми отсросоциальными журналистскими публикациями. В частности, в период с 2012 года по 2013 год представляла в судах интересы жертв наводнения в г. Крымск Краснодарского края, выпустила серию репортажей из зоны затопления по поводу количества жертв, причин катастрофы и хода судебных процессов о выдаче компенсаций пострадавшим.
Выступая в защиту свободы слова, радикально критикует ряд норм уголовного права, которые применяются в целях современной политической цензуры. Выступает за декриминализацию вербальных преступлений и снятие антиэкстремистских ограничений с любых форм ненасильственного сопротивления. В период с 2010 года по 2011 год — бывшая политзаключённая по статье 282 УК России, обвинялась в возбуждении ненависти к силовым структурам России. Будучи юристом, требовала отмены данной и ряда других статей УК России, ограничивающих свободу слова. Подвергалась принудительной госпитализации в московскую психиатрическую больницу им. Ганнушкина. Неоднозначная фигура, ставшая «оппозицией к оппозиции», инициатор создания «Антинавального комитета», критиковавшего Алексея Навального как потенциального диктатора. На её счету ряд беспрецедентных выступлений против общепризнанной правозащитной этики. В частности, она критикует полномочия адвокатов и членов Общественной наблюдательной комиссии в местах заключения, отвергает понятие «гражданский активист» как унижающее достоинство оппозиционера. Являясь правозащитником и юристом по политическим делам, требует, однако, политической и процессуальной независимости политзаключённого от любых правозащитников, права, по желанию, на полностью самостоятельную защиту в суде, на самообвинение и добровольное ухудшение своего положения в случаях, когда этого требуют политические убеждения обвиняемого. В 2017 была выдвинута Батодалаем Багдаевым в качестве кандидата в Совет Федерации от Бурятии.

## Правозащитная и политическая биография
Родилась 16 февраля 1986 года в г. Улан-Удэ Бурятской АССР (ныне Республики Бурятия, Россия) в семье военнослужащего. В 2008 году с отличием окончила юридический факультет
Восточно-Сибирского государственного технологического университета. Являлась именным стипендиатом Ассоциации юридических вузов. Работала журналистом и преподавателем.

### Борьба за отмену антиэкстремистского законодательства Российской Федерации
С 2006 года занималась исследованием темы антиэкстремистского законодательства о вербальных правонарушениях, выступала против ст. 282 УК России на научных конференциях, выдвигала проект отмены санкций за экстремистские высказывания. Настаивала на ликвидацию таких цензурных норм, как ст. ст. 205.2, 280 УК России (вербальный экстремизм), ст. 319 УК России (оскорбление представителя власти), ст. 20.2 КоАП России (проведение несанкционированного публичного мероприятия). В 2008 году на международной межвузовской научно-практической конференции студентов и аспирантов «Традиции и новации в системе российского права» (МГЮА) выступила с опубликованным докладом «Право на свободу слова и проект альтернативного разрешения информационных споров»..
Моральным итогом её университетского исследования антиэкстремистских уголовных дел стало открытое письмо в защиту радикального публициста Бориса Стомахина (осужденного по ст.ст. 280 и 282 УК России за возбуждение национальной розни и призывы к насилию), а также устные выступления с освещением его прецедента. Открытое письмо Низовкиной было опубликовано 17 апреля 2007 года в издании незарегистрированной партии Демократический Союз «Свободное слово».
Цитата
4-минутная «Русская служба Би-би-си» невнятно сообщила о захвате заложников, о требовании вывести войска и о том, что среди них, застывших по периметру стены театра, есть женщины. Я поняла, что не в силах их осуждать. И ужаснулась, так как безоговорочно осуждала насилие. Три дня в тумане. Террористы застрелили человека — отчаяние: зачем? кто же теперь им поверит? Надежда на отпущение: от их требований я не отрекалась, ждала переговоров, ведь какой победой был бы вывод войск! Слабо представляя себе даже внешность чеченцев, я машинально рисовала на черновиках по алгебре привычные широкоскулые лица северян, с воспалёнными расщелинами глаз. И с тревогой замечала, что колкое слово «террористы» начинала произносить всё мягче, невольно, но стремительно меняя знак перед модулем на противоположный. (2007 год)
Впоследствии Б. Стомахин подвергал критике деятельность Низовкиной и Стецуры за «прекраснодушное народничество» и «спасение закрываемых бурятских школ и крымских потопленцев в 2011-13 гг. по Низовкиной и Стецуре». В период с 2010 года по 2011 год организовала несколько публичных акций со сбором подписей за отмену ст. 282 УК России, под лозунгом «Ст. 282 Путина = ст. 58 Сталина».

### Членство в политических организациях, участие в бурятской политике
Вскоре после опубликования открытого письма, в июне 2007 года, вступила в Демократический Союз, регулярно публикуется в его газете «Свободное слово», в забайкальской оппозиционной газете «Всему наперекор». 23 октября 2007 года совместно с Татьяной Стецурой анонимно написала и распространила листовку в память 5-летней годовщины захвата «Норд-Оста» (теракта на Дубровке) . Пресс-служба ФСБ официально объявила в розыск «неизвестных лиц, причастных к разжиганию межнациональных усобиц». Координационный совет Демократического Союза в Москве опубликовал заявление с поддержкой авторов листовки, беря на себя коллективную ответственность за неё. В то же время в Бурятии национальные общественные деятели выступили с осуждением и отрицанием своей причастности к этой акции. Авторы листовки были приглашены на телевидение,. где взяли на себя ответственность за данный текст, выступая с закрытыми лицами, однако были узнаны и перестали скрывать свои имена..
В 2008 году Низовкина выступила в качестве одного из учредителей местного отделения движения «Солидарность», в 2010 году выбрана в сопредседатели Бурятского регионального отделения движения «Солидарность». В декабре 2010 года приняла участие во втором всероссийском съезде движения «Солидарность», была выбрана в комиссию по разрешению внутренних споров..
Сторонник независимости Бурятии и других национальных автономий. В 2009 году входила в оргкомитет антифашистского митинга против убийства в Москве выходца из Бурятии Баира Самбуева, была автором обращения в ООН с требованием оказать дипломатическое воздействие на Россию. В 2010 году стала одним из учредителей улан-удэнской организации «Коалиция за свободные выборы», боровшейся за сохранение прямых муниципальных выборов (против института сити-менеджера). 31 марта 2011 года в группе из пятерых человек приковала себя наручниками к двери мэрии г. Улан-Удэ, фактически сорвав сессию Горсовета и отложив принятие решения по вопросу о сити-менеджере.
Регулярно выступала официальным организатором митингов в г. Улан-Удэ, Петровск-Забайкальском, Чите и др. С 31 октября 2010 года до момента отъезда в Москву являлась официальным организатором «Стратегии-31» в Бурятии. 21 марта 2014 года выступила организатором митинга «Правозащитники против войны», на котором поддержала независимость Украины и право Бурятии на самоопределение. Выступая на митинге, неожиданно заявила о принципиальном отказе от насильственных действий и самозащиты, чтобы «не ассоциироваться с милитаристами». Это заявление частью общественности было воспринято как существенная измена прежним убеждениям.
В 2015 году на круглом столе Низовкина выступила с резкой критикой молодёжной политики, обвинив членов Молодёжной палаты в бездумном прислуживании «старшим чиновникам». В своём выступлении она призывала молодых политиков мыслить и действовать самостоятельно и не вступать в сугубо молодёжные провластные структуры В 2017 году выдвигалась кандидатом в Совет Федерации при поддержке бурятского оппозиционного кандидата в главы Республики Бурятия Батодалая Багдаева

### Уголовное преследование и арест (город Улан-Удэ, СИЗО-1), самообвинительные показания на суде
10 декабря 10 декабря 2008 года, на пикете в День прав человека, была открыта распространена статья «Бурятия, не будь Андижаном!», подписанная Надеждой Низовкиной и Татьяной Стецурой, в защиту экстрадируемого в Узбекистан бурятского имама Бахтияра Умарова, незаконно лишённого российского гражданства. Статья стала официальным обращением, и на интернет-сайтах к нему присоединились десятки правозащитников. Несмотря на это, органы дознания г. Улан-Удэ отнеслись к ней как к подпольной листовке.
Цитата
На нашей земле совершено предательство. Гостеприимная Бурятия помогла скрутить руки своему гостю. За то, что он завоевал авторитет бурятских мусульман. Мечеть? ФСБ, арест, этап!
Вы когда-нибудь слышали, что при получении паспорта требуется подпись ФСБ? Почему это граждан заранее не оповестили о расширении полномочий главных предохранителей? Невыполнение этого удивительного требования оставило без паспорта Бахтияра Умарова, бывшего гражданина Узбекистана, перешедшего в гражданство России. Не догадался человек наведаться к местным чекистам за справочкой в паспорт.
А заодно и осведомиться у них, верно ли он понимает основы ислама.(2008 год)
Вскоре у ФСБ появились претензии к листовке «23 февраля — день тра-УРА! День жертв защитников Отечества!» и ещё к одной статье «Медведтепель шагает! Наш город на краю?», все три текста распространялись в листовках и публиковались в газете «Свободное слово» от имени членов ДС. Уголовное дело по 282-й статье УК РФ было возбуждено в апреле 2009 года. Низовкина и Стецура обвинялись в разжигании социальной ненависти к МВД, ФСБ, вооружённым силам и ФСИН. Обвиняемые с самого начала признали свою вину по принципиальным соображениям, заявив, что намеренно противодействуют 282-й статье УК РФ, считая её нелегитимной и цензурной. Они отказались от адвокатов и защищали себя самостоятельно.
Проводилась кампания по сбору подписей в защиту обвиняемых и против ст. 282 УК России, в ходе неё местная оппозиция демонстративно распространяла инкриминируемые обвиняемым тексты 31 декабря 2010 года она и Стецура были взяты под стражу за отказ дать подписку о невыезде. Арест был произведён около дома, непосредственно перед митингом «Стратегии-31», в результате митинг был запрещен. Проводилась кампания в их защиту, как политзаключённых, была организована серия акций в Бурятии и ряде городов России. За их освобождение выступили ряд оппозиционных политиков и журналистов, в том числе Александр Подрабинек, Валерия Новодворская, Виктор Шендерович и другие.
Находясь в одиночной камере, Низовкина написала заявление, в котором отказалась вставать перед всеми представителями администрации СИЗО, за что подвергалась угрозам помещения в карцер. В своих показаниях и в последнем слове потребовала себе реального лишения свободы, принципиально объявив свою деятельность «экстремистской» и направленной против узаконенной цензуры.
Цитата
И поэтому мне остается только выступить с предупреждением о том, что я не намерена соблюдать никакие нормы отбывания условного срока или каких-то других мер, не связанных с лишением свободы. Что я намерена в дальнейшем заниматься организацией коалиций и политических движений, направленных на расширение гражданских свобод и на последовательное уничтожение полицейского государства. И в случае лишения свободы нас я также утверждаю, что оно не приведет ни к какому нашему исправлению. Единственная возможность, какая у этого политического режима есть, это не дожидаться нашего исправления, а назначить настолько высокую меру наказания по количеству лет, чтобы она превысила то количество лет, которое осталось самому этому режиму дожить. (2011 год)
19 января 2011 года Низовкиной и Стецуре был вынесен обвинительный приговор с присуждением к штрафу в 100 тыс. руб. каждой. Наказание, не связанное с лишением свободы, суд мотивировал «молодым возрастом» подсудимых и «добровольным признанием вины». Подсудимые подали кассационную жалобу, обжаловав эти «унизительные» формулировки и «необоснованную мягкость» санкции. Приговор был отменён Верховным судом Бурятии
31 мая 2014 года в качестве правозащитника Низовкина выступила с публичной лекцией «Правовое положение бурятского этноса», которая вызвала широкий общественный резонанс своими неоднозначными выводами о праве наций на самоопределение. За этот доклад «Газета РБ» потребовала привлечь Низовкину к уголовной ответственности по ст. 280.1 (публичные призывы к осуществлению действий, направленных на нарушение территориальной целостности Российской Федерации). 4 июня 2014 года старое уголовное дело по ст. 282 УК России было возобновлено, впоследствии дело было возвращено прокурору. Судебный процесс по делу Низовкиной и Стецуры остался незавершенным, но, несмотря на это, они неоднократно подвергались задержаниям на основании постановлений федерального уголовного розыска (иногда информация об этом оказывалась ложной). Неоднократно в СМИ появлялись сведения о том, что они дали подписку о невыезде, однако это не соответствует действительности, а розыск применяется в данном случае как своеобразная «альтернатива» подписке.

### «Месть за уголовное преследование»: отставка судьи Левандовской
В 2011 году, через месяц после освобождения Низовкиной и Стецуры из-под стражи, судья Ирина Левандовская, которая вела данный процесс, была лишена судейского статуса за нарушения профессиональной этики. Ответственность за своё отстранение она возложила на сторонников Низовкиной и Стецуры и их самих. Фривольные фотографии Левандовской в присутствии алкогольных напитков, дискредитирующие её, были выложены на бурятских сайтах в день вынесения приговора, предположительно, по мотиву мести. Её отставка была расценена рядом СМИ как отдельное знаковое событие — впервые интернет проявил себя как «пятая власть», отстранив от власти представителя судебной системы.. В защиту судьи Левандовской и против Низовкиной и Стецуры выступил, в частности, известный журналист Максим Соколов. На эту же тему было записано ток-шоу программы «Прямой эфир» с участием Низовкиной, Стецуры и бурятского журналиста Сергея Басаева, однако передача не вышла в эфир.

### Правозащитная деятельность в г. Петровск-Забайкальский (Забайкальский край)
В июне 2011 года правозащитники Надежда Низовкина, Татьяна Стецура и муниципальный депутат, редактор газеты «Всему наперекор» Наталья Филонова организовали несколько сельских сходов в районах города Петровск-Забайкальский (Забайкальский край, бывший Петровский Завод). Выступая в качестве юриста и представителя населения, Низовкина добивалась сохранения трех малокомплектных школ. Данные неблагоустроенные школы сельского типа ликвидировались, а их здания сносились решением городской администрации, как заявлялось, в интересах более качественного обучения школьников в современных зданиях в центре города. Однако властями не учитывалась такие факторы, как особая культурная роль старых школ для облагораживания самих районов, близость школы к дому, отсутствие компенсаций транспортных расходов.
Низовкина была ведущим и фактическим организатором круглосуточного митинга у здания мэрии Петровска. 12 июня 2011 года она была задержана во время «сидячей забастовки» и осуждена к административному аресту в 10 суток. Низовкина, Стецура и Филонова, находясь под арестом, объявили сухую голодовку, протестуя против лишения жителей Петровска юридической помощи, поскольку Низовкина и Стецура были единственными юристами, которые представляли их интересы против юристов от администрации. Сами жители собрали несколько сотен подписей с требованием освободить своих представителей. После того, как арестованные были этапированы в г. Чита, Низовкина была отправлена в реанимацию читинской больницы с диагнозом «интоксикация лёгких» в связи с обезвоживанием (после 4 суток сухой голодовки). В реанимации её посетил психиатр, однако счёл вменяемой..
Цитата
Колонна шла по трассе, тяжелые фуры шарахались от растянутой толпы. Наперерез колонне выехал пузатый джип. «Таранов приехал!» — усмехнулось шествие. Он вышел, обнимая грудью все свое непокорное население. Мы разрулили заминку: «Идём до мэрии! Никаких переговоров на проезжей части!» Никто не остановился. Обиженный мэр по задворкам поехал к администрации.

«Чё, моя-то?», «Ну чего тебе, родная?» — так говорил Таранов со всеми, кроме нас: общаться с приезжими правозащитниками он не желал вообще. (2011 год)
Ирландская правозащитная организация Франтлайн выразила озабоченность состоянием здоровья Низовкиной, Стецуры и Филоновой, заявив, что данный протест является формой мирной и законной правозащитной деятельности, направленной на защиту права ребёнка на образование. Правозащитники отмечали, что в ситуации, в которой оказались жители Петровск-Забайкальского района Читинской области, в первую очередь пострадают дети из самой уязвимой группы — малообеспеченных семей. 25 августа 2011 года, накануне одного из митингов в защиту образования, на сибирском участке федеральной трассы, по дороге в Петровск-Забайкальский, по словам самой Низовкиной, в отношении неё было совершено нападение под прямым наблюдением полиции и лиц в штатском. По утверждению Низовкиной, у исполнителя отсутствовали корыстные и половые мотивы.

### «Антинавальный комитет» и критика оппозиционного движения
Перед выборами 4 декабря 2011 года в статье «Я не голосую — противно!» выступила с публичным призывом не выходить на улицу и устроить день тишины в знак траура, эта тактика обсуждалась в блогах и получила резонанс. 6 декабря 2011 года при попытке вылететь в Москву Низовкина и Стецура были задержаны в аэропорту г. Иркутск и этапированы в г. Улан-Удэ для участия в судебном процессе по административному правонарушению (нарушение предвыборного законодательства). В операции по задержанию принимали участие правоохранительные органы Бурятии, Забайкальского края и Иркутской области. 8 декабря Низовкина и Стецура вылетели в Москву для участия в семинаре адвокатов и юристов Российского исследовательского центра по правам человека, совпавшего с началом протестных событий в столице.
В декабре 2011 года, в период участия в работе «Гражданского движения» (оргкомитета оппозиции) выступила со статьей «Что может сделать Антинавальный комитет?», критикующей Алексея Навального как диктатора, подписала обращение об учреждении Комитета.
Цитата
Ведущим его назначили лениво и односложно: «Кто будет ведущим? — (Вяло махнув рукой.) Навальный». Даже воровских авторитетов так не назначают, с одной реплики. Так у воров за это можно получить под ребро, а здесь собрались безоружные либералы, поверившие в свободу.

…А в это время на престол взбирается истинный преемник Путина, по ступеням трибуны и триумфа, по нашим глоткам, в будущем — по нашим жизням. Кто позволяет себе наглое подавление несогласных в маленьком зале оргкомитета, тот начнет уничтожать физически, как только сядет в кресло президента. Он наверняка запомнил всех, кто гневно уходил с собрания или не аплодировал ему…(2011 год)
В 2012 году вошла в список кандидатов в Сетевой парламент Рунета. Участвовала в протестных акциях оппозиции в Москве, неоднократно задерживалась полицией, в том числе на Манежной площади 6 мая 2012 года. Продолжая линию защиты, начатую ещё с уголовного дела по 282-й статье УК РФ, неизменно отказывается от помощи адвокатов, как государственных, так и оппозиционных, самостоятельно осуществляя свою юридическую защиту. С 2012 года выступает против полномочий Общественной наблюдательной комиссии — ОНК, считая её квазиправозащитной структурой, которая действует в целях подавления процессуальной независимости заключённых и в принудительном порядке навязывает обвиняемому своё представительство его интересов.
Стала инициатором постоянной группы лиц, которые при задержаниях объявляли сухую голодовку, отказывались представляться, предъявлять паспорта и подписывать любые протоколы, при этом отказываясь ссылаться на статью 51 Конституции РФ. В числе этих лиц были Павел Шехтман, Геннадий Строганов, Вера Лаврешина, Ирина Калмыкова, Татьяна Кадиева, Семён Колобаев. При этом Низовкина в резкой форме призывала тех, кто не готов к подобной тактике, не ходить на митинги и «не мешать профессионалам», что вызвало острый публичный конфликт с известной правозащитницей, бывшей политзаключенной советских времен Еленой Санниковой.
23 января 2014 года, в статье «О статусе гражданского активиста», вопреки устоявшейся протестной культуре, Низовкина объявила, что она не является гражданским активистом. В резкой форме она призвала всю оппозицию отказаться от употребления этого выражения. Осудила само понятие «активист», назвав его маргинальным, унизительным, иерархически подчиненным. По мнению Низовкиной, оно провоцирует высокомерно-патерналистское отношение к задержанным и политзаключенным со стороны официозных правозащитных структур (таких, как ОНК), адвокатов и вип-персон (лидеров, депутатов и т. п.). Проанализировав советскую предысторию слова «активист», противопоставила его таким понятиям как «лидер», «правозащитник», «оппозиционер». Несмотря на это, многие источники, в том числе оппозиционные, продолжали называть Низовкину активисткой.

### Злоупотребление психиатрией (Москва, психиатрическая больница им. Ганнушкина)
27 февраля 2012 года Низовкина участвовала в стихийной акции протеста на Красной площади в Москве с плакатом «Лубянка должна быть разрушена». Она была задержана полицией на Красной площади и помещена в психиатрическую больницу имени П. Б. Ганнушкина за «суицидальную попытку». По утверждению Низовкиной, причиной отправки в психбольницу стал отказ представиться при задержании, а также контактировать с психиатрами и членами московской ОНК. Полицейские и психиатры составили ложный рапорт о том, что она «пыталась покончить собой, бросившись под машину во время задержания», этот рапорт лег в основу решения суда о принудительном лечении.
Низовкина объявила сухую голодовку и отказалась отвечать на вопросы психиатрической комиссии. 28 февраля Преображенский суд г. Москвы санкционировал её принудительное лечение в психиатрическом стационаре сроком на полгода, во время судебного заседания она также отказалась от назначенного адвоката. Проводилась кампания в её защиту, помещение Низовкиной в психбольницу было расценено некоторыми оппозиционными политиками и журналистами как применение карательной психиатрии. 29 февраля 2012 года, в ответ на попытки администрации психбольницы освободить Низовкину под опеку матери, Низовкина разорвала подписку о поручительстве, после чего была освобождена как дееспособное лицо.
Цитата
После этих веревок меня несколько раз приводили в кабинет врачей, запирая дверь на ключ — это и была «комиссия». Мне говорили напрямую: «Либо вы пойдете на компромисс, и мы вас выпустим без суда. Либо суд и лечение на полгода. Вы понимаете, куда попали?» Я отвечала: «Это ваша проблема, как вы будете выпутываться из ситуации. Не надо было выполнять чужие приказы». (2012 год)

### Правозащитная деятельность после наводнения в городе Крымск (Краснодарский край)
В июле 2012 года совместно с Татьяной Стецурой в качестве юриста находилась в волонтерском лагере по оказанию помощи пострадавшим от наводнения в Крымске. Они вдвоем организовали «мобильный пункт юридической помощи», самостоятельно обходя дома нуждавшихся в судебной защите. Кроме того, в качестве корреспондентов «ФрондеТВ» проводили собственное расследование действий властей во время стихийного бедствия. В лагере были допрошены оперативниками в штатском.. Согласно результатам их альтернативного расследования, наводнение носило преднамеренный характер техногенной катастрофы, спровоцированной в целях корыстного освоения земли, занятой жилыми домовладениями, местной администрацией. В августе выехали в пос. Новомихайловский около г. Туапсе в связи с новым наводнением. Вплоть до 12 марта 2013 года вели судебные дела пострадавших жителей Кубани, находясь в Крымске на независимых началах в качестве правозащитников.. 18 марта 2013 года с трудом вернулись в Бурятию, по дороге несколько раз были допрошены сотрудниками уголовного розыска.
В первую годовщину наводнения, период с 4 по 7 июля, 2013 года Низовкина обнародовала новые материалы, касающиеся обстоятельств бедствия и нарушения прав человека на справедливое судебное разбирательство в зоне ЧС Крымского и Туапсинского районов Краснодарского края. Она выступила с научной инициативой обособления новой юридической отрасли — право ЧС..
Цитата
Есть много вопросов, не отторгнутых наукой за неудобностью, они изучаются и процветают. Есть гуманитарное право, посвященное защите военнопленных и жертв войны, но речь в нем не идет о войне с собственным народом путем открывания шлюзов. Есть понятие о гражданской обороне в природных ЧС, но речи не идет о юридической обороне в условиях массового обмана при проведении комиссий, об обороне в условиях массового недопуска пострадавших в суды. Есть наука о биоэтических вопросах оказания медицинской помощи при ЧС — медицина ЧС. Но нет правозащиты ЧС, адвокатуры ЧС, агитации ЧС, нет понятия об экстренном правовом оповещении населения по главным вопросам административного обмана.(2013 год)
Вскоре после опубликования этих материалов, 16 июля 2013 года, «Независимая газета» обнародовала фамилию Низовкиной в списке лиц, которые должны были быть арестованы в августе того же года по факту участия в «Манежном деле» (новый эпизод «Болотного дела»).

## Судебные выступления по известным политическим делам

### Прямая трансляция прений и борьба за гласность судопроизводства
Низовкина выступает в качестве защитника по политическим процессам, в первую очередь занимаясь защитой политзаключённых. С 2019 года некоторые её судебные речи начали транслироваться в прямом эфире на известном ютуб-канале «Республика Бурятия. Открытый микрофон». На этом же канале она стала регулярно освещать заметные новости правового характера, включая постатейный анализ Конституции РФ и поправок в неё, внесённых в 2020 году.
Цитата
Точно так же, как театральное представление не может проводиться без зрительного зала — мы прекрасно понимаем, что сцену надо отделять от зрительного зала, — точно так же и здесь нам необходимо отделять единственного участника одиночного пикетирования, Филонову, от зрительного зала в качестве небольшой группы лиц, которая подходила, знакомилась, общалась… Представители обвинения апеллируют к тому, что Филонова призывала: «Приходите, поговорим, пообщаемся, обсудим». Из того, что она призывала что-то обсудить, не следует, что она призывала к проведению какого-либо вообще публичного мероприятия.(2020 год)
Публичность выступлений в прениях, в том числе в отдалённых районах Бурятии, стала её методом борьбы за гласность судопроизводства, а также любых следственных действий. Те судебные заседания, трансляция которых была запрещена, комментировались ею в перерывах. В этих случаях ведущие канала, пока шло заседание, рассказывали суть проблемы за стенами суда или интервьюировали население по поводу их мнения о процессе. Иногда сама Низовкина бывала задержана в ходе осуществления своих профессиональных обязанностей.

### Судебная защита в условиях карантина и закрытости судов
Особую значимость эта деятельность приобрела в период возникновения так называемого карантинного права, когда в марте 2020 года были введены жёсткие ограничения свободы передвижения и свободы собраний, обоснованные пандемией коронавируса. Сложилась парадоксальная ситуация, при которой императивный запрет с введением конкретных административных санкций получил эвфемистическое с правовой точки зрения название «самоизоляция». Тогда же был запрещён вход в здание суда лицам, не являющимся участниками судебного разбирательства, что положило, по крайней мере, временный конец открытости судебных заседаний. Низовкина стала защитником группы арестованных и оштрафованных лиц из числа бурятской оппозиции, настаивая на избирательном применении карантинных санкций по политическим мотивом. Тем не менее она также защищала простых местных жителей, которые попали под действие карантинных запретов в порядке ужесточённых норм КоАП РФ.
Цитата
Наша линия защиты базировалась на том, что в протоколе использовались специализированные психологические термины без привлечения эксперта (те же «индивидуалистические потребности к самоутверждению»). А также на том, что мероприятие, «сорванное» Баировым, не было санкционировано и проводилось в период карантинных ограничений. (2020 год)

### «Дело Светланы Остапчук»: борьба с политической дискриминацией работника
Среди заметных процессов, на которых Низовкина выступала защитником, были не только дела, связанные с лишением свободы или штрафами. Так, в декабре 2019 года после череды судов и акций протеста была восстановлена в должности преподаватель педагогического колледжа Светлана Остапчук, уволенная за выступление на митинге.
Остапчук состояла в КПРФ, и однопартийцы публично заявили о политическом заказе против коммунистки. Работодатель настаивал на версии о неисполнении преподавателем должностных обязанностей. Дело приобрело скандальную известность. Пострадавшая обратилась к Низовкиной за судебной защитой нарушенных трудовых прав.
На оппозиционном митинге Остапчук, будучи по профессии хормейстером, спела песню «Катюша», и её снятие с должности последовало незамедлительно. Другой вероятной причиной увольнения стала её деятельность по защите студентов колледжа от грубого отношения со стороны администрации учебного заведения. Отмечалось, что её ученики занимали призовые места на международных вокальных конкурсах, что косвенно доказывало неуместность увольнения с точки зрения пользы её, как работника, для деловой репутации педагогического колледжа.
Ответчик намеревался представить дело об увольнении Светланы Остапчук как абсолютно бытовое и связанное с дисциплинарными правонарушениями сотрудницы, однако Низовкина провела его с позиций политической дискриминации в трудовом праве. Антидискриминационная линия защиты при поддержке общественности увенчалась успехом. В то же время некоторыми блогерами высказывались сомнения в идейном бескорыстии «псевдомучеников и искателей правды».

### Протесты 2021 года
Активно выступала в защиту задержанных на митинге 23 января 2021 года. В результате 17 февраля была арестована на десять суток. Находясь под арестом объявила сухую голодовку, на седьмые сутки была госпитализирована в гастроэнтерологическое отделение республиканской больницы.

## Литературное и публицистическое творчество

### Поэзия: гражданская лирика
Имеются достаточно ранние сведения о поэтическом творчестве Низовкиной, однако они носят разрозненный характер, местами полуанонимный. Длительное время её творчество балансирует между серьёзной гражданской лирикой и маргинальной политической сатирой. Впоследствии остро гражданственный характер её поэзии поставил перед литературной общественностью некоторые вопросы, вплоть до вопроса «бурятская это поэтесса или не бурятская?»
Первая информация об участии Низовкиной в литературных конкурсах появляется в ноябре 2009 года, когда она вошла в лонг-лист конкурса первой литературной социальной сети «Facultet» в номинации «Поэзия». В 2010 году её стихотворения были опубликованы в бурятском поэтическом сборнике «На краюшке Байкала». В январе 2011 года, находясь под арестом в СИЗО-1, г. Улан-Удэ, написала цикл тюремных стихотворений «Экзи…стен…ция».
Цитата

Что-то он кипел вчера -

И уже остыл.

Заземлились вечера

В философский тыл.

Зацепилась нот-ка

О порог зубов,

Завернулась глот-ка

В лесенку горбов.

Перекручены замки

В ямочках домов,

И завяли языки

Осенью умов.

(2011 год)
В октябре 2013 года вошла в лонг-лист третьего международного поэтического турнира им. бурятского поэта Намжила Нимбуева, проходившем в г. Улан-Удэ, опубликовав стихи разных лет в жанре гражданской лирики.
Вероятно, Низовкиной принадлежит авторство некоторых стихотворений, помещенных в листовках Демократического Союза, и речёвок, скандировавшихся на некоторых митингах. Так, на антифашистском митинге памяти Баира Самбуева звучали следующие двустишия: «Мы не ставим молча свечи,/ Если нас бросают в печи!» В том же стиле и размере написаны речовки к митингу «Коалиции за свободные выборы»: «В горсовете места мало?/ Площадей всегда хватало!» Подобные «кричалки» разыгрывали роль своего рода протестного фольклора.
Текст анонимного стихотворения «Декларация chechen rebels» в листовке 2007 года о "Норд-Осте полностью, кроме названия, совпадает с опубликованным ранее «легальным» стихотворением Низовкиной «Гимн реваншистов» («Любимые враги») ("Когда мы победим, то выстроим тюрьму…).
Цитата

Мы с чашей в круг войдём — таков обряд людей? -

Бросайте лепестки из содранных ногтей,

Но, пальцы чужака щипцами теребя,

Пусть каждый обречёт на ту же боль себя!

Пусть каждый обречёт себя на нашу боль.

Заранее примерь обыденную роль,

Ведь мы предвосхитили таинство времён

Сегодня, вслух, пока ваш век еще силён.

(2007 год)
В листовке 2010 года о взрывах в метро были помещены её стихотворные пародии «Показания заики» («Так я и не понял, откуда/ На улице взялся шахид…») и «Пассажирская элегия» («Хочу сойти/ с ума на этом свете…»). Использовании поэзии в листовках называла «заборным творчеством» (возможно, имея в виду и второй смысл этого корня — «забрать», «за такое забирают»). Однако впоследствии «маргинальные» стихи вошли в её пьесу «Бескомпромиссная мистерия» (см. раздел «Драматургия»).
Системная и публичная поэтическая деятельность Низовкиной начинается в 2016 году с участия в литературно-художественном семинаре «Третья столица» в рамках международной книжной выставки-ярмарки «Книга: Сибирь-Евразия» (Новосибирск). 27 октября 2016 года получила диплом Гран-При в городском конкурсе «Сонеты родному городу», посвящённом 350-летию со дня основания г. Улан-Удэ. В итоговом туре конкурса прочитала стихотворение «Дом, который пошёл под снос», протестующее против уничтожения исторической деревянной застройки, вошедшее в сборник стихов улан-удэнских поэтов «Пегас над Хамар-Дабаном».
Цитата

Ещё цветной, нарядный, кружевной,-

Но с пепельной, обугленной спиной,

Как будто зачернён карандашом,

Устало ты стоишь перед ковшом.

Тебе осталось несколько минут,

Сейчас тебя по брёвнышкам сомнут.

Сверкая пустотой оконных глаз, 

Ты поневоле стоек и безглас.

(2016 год)
В январе 2017 года Низовкина стала лауреатом премии журнала «Байкал» в номинации «Дебют». Тогда же вошла в шорт-лист VIII Международного Славянского литературного форума «Золотой Витязь» с циклом стихотворений «Бескомпромиссная мистерия», посвящённым Анне Политковской, и стала участником XVII Международного форума молодых писателей России, стран СНГ и зарубежья.
В 2018 году заняла I место на IV Международном Этигэловскогом фестивале духовной и материальной культуры «Подношение Десяти Драгоценностей» в номинации «Поэзия на русском языке», представив феномен нетленности хамбо-ламы Итигелова как гражданский, а не религиозный, подвиг человеческой аскезы. В том же году вошла в шорт-лист Всероссийского литературного конкурса «Родине поклонитесь»
В 2018 году Низовкина стала государственным стипендиатом Министерства культуры Республики Бурятия в сфере литературы и искусства. В 2019 году она вновь получила данную стипендию. Но на этот раз в блоге журналиста Татьяны Никитиной прозвучало разоблачительное утверждение, что «оппозиционера Низовкину… выдвигали на этот же конкурс в 2018 году, однако решением большинства членов комиссии кандидатура оппозиционера была отклонена. Причем основным аргументом была как раз идеологическая составляющая творчества». Автором статьи прямо ставился вопрос о том, «кто и за что» её выдвинул. Между тем опубликованное на сайте Правительства РБ распоряжение от 26 декабря 2018 года опровергает информацию Т. Никитиной, поскольку в списке стипендиатов значится фамилия Низовкиной.
В 2020 году Низовкина заняла II место на I Международном конкурсе «Поэзия Ангелов Мира», выступив со стихотворением «Захлопни книгу»
Цитата

Останови зрачок свой. Не листай.-

Признай — уже довольно ты прочёл.

Любая галка неразумных стай,

Любая гайка монотонных пчёл,

Любой бобёр, стругающий плоты,

Любая тварь, не знавшая пера

Помимо своего хвоста, — не ты,

Она не ждёт, пока придёт пора.

(2020 год)

### Литературная критика и редакторская деятельность
С начала 2017 года, после поэтической публикации в литературно-художественном и общественно-политическом журнала «Байкал», начинается деятельность Низовкиной в качестве литературного критика и рецензента. В 2017 году она была отмечена на Всесибирском совещании литературных критиков на базе литературно-художественного журнала «Сибирские Огни», затем стала призёром конкурса Литературного института им. Горького «Гражданственность в современной русской литературе: мой взгляд».
2018 году становится дипломантом XVI Международного литературного Волошинского Конкурса в номинации «В глухонемом веществе заострять запредельную зоркость» — эссе о необычных явлениях современной культуры (номинация портала открытой критики Rara Avis) за критическое эссе «Сибирская литературная критика и провинциальное самосознание». Одновременно она стала финалистом I Конкурса критиков под эгидой литературно-исследовательского журнала «Prosōdia» «Пристальное прочтение поэзии», за критическую статью в журнале «Байкал» «Три бурятских сфинкса. Черты восточного самосознания в поэзии Булата Аюшеева, Сергея Тумурова и Амарсаны Улзытуева» (номинация «Лучшая статья о поэзии, опубликованная в 2017 году»)
Цитата
Признаюсь, что изначально я не разделяю яростного неприятия конечной рифмы, поскольку считаю, что любая строгая форма идет современной поэзии только на пользу. Будь то конечная рифма, начальная рифма (анафора) — даже их обеих вместе взятых, запаковывающих стихотворение в кольчугу строгости, бывает недостаточно, и тогда пригождаются сонеты, венки сонетов…

Свой скептицизм объясню тем, что нынешние российские поэты, на мой взгляд, излишне презирают любую форму, призывающую их к творческой ответственности. (2017 год)
В том же году Низовкина вошла в лонг-лист VI Международного литературного тютчевского конкурса «Мыслящий тростник» в номинации «Философское эссе».
В 2019 году в Бурятии и Иркутской области прошла серия презентаций книги поэта Сергея Тумурова «Вещество Весны…», на которой Низовкина выступала как редактор книги и автор послесловия. Выход книги назвали одним из важнейших событий XXIV Книжного салона, а её редактора — представителем новой волны бурятских критиков, в противовес критике идеологизированной
Цитата
Автор прозорлив, более чем опытен и не скрывает иронических опасений: евразийский посыл книги может вызвать неудовольствие как «азиатов», так и «европейцев». Настоящее послесловие во многом основано на диспуте с автором и ставит перед собой задачу проинтегрировать вдохновение поэта убеждениями гражданина.(2019 год)
В том же году Низовкина выступила как критик на стыке музыки и маргинальной поэзии, исследовав творчество Сабрины Амо, автора текстов хардкор-панк-группы Аборт мозга.

### Проза
В 2017 году рассказ Низовкиной «Падение», опубликованный в журнале «Байкал», победил в конкурсе «Улан-Удэнский рассказ» (номинация «Выбор редакции»), и вошёл в лонг-лист Одесской международной литературной Премии им. Исаака Бабеля
Цитата
Щедрая бирюзовая лента Уды пересекала город и сулила нежную прохладу, если смотреть на неё с моста. Но стоило спуститься на берег, удушающее зловоние охватывало наслаждавшегося. У реки, в тени пышных ветвей, в лабиринте изогнутых стволов, дышать было тяжелее, чем на середине самой грязной дороги. Едкий, словно гранулированный, концентрат пота и чего-то страшнее угадывался в этом запахе. Казалось немыслимым, что здесь так пахнет всё лето — казалось, это лишь короткая газовая атака, которая соберёт свой трупный улов и, насытившись, уйдёт. Россыпи стекла и пластика свидетельствовали о том, что человек не напрасно тут живёт и творит последние двадцать лет.(2017 год)
В 2018 году Низовкина принимала участие в еженедельных заседаниях клуба «Вечер короткого рассказа».. На этих встречах бурятских прозаиков она читала свои рассказы, один из которых, «Песнь о помойке», в том же году победил во Всероссийском литературном конкурсе имени М. М. Пришвина «Хранители Природы» и в интернет-конкурсе Литературного Союза Авторов «Взгляд изнутри».
Цитата
В скользком полиэтиленовом тамбуре печально теснились недавние обитатели стола. Огрызки фруктов истекали соком, и за это на них косились хрустящие краешки пиццы, поневоле пропитываясь чужой жидкостью. Пряно благоухали пласты маринованного имбиря, но их бессовестно гасил промокший сигаретный пепел. Беспорядочно, как утренняя постель, разметались скомканные салфетки. Несмотря на беспорядок, на них смотрели благосклонно и пытались укрыться ими от осколков битых рюмок. Неприятно, но безвредно кривились мятые пластиковые стаканчики. Пакетики, в которых еще оставались мелкие полураскрошенные чипсы, шуршали по инерции, словно все еще надеясь привлечь едоков. Объедки куриных крылышек были не прочь взлететь, необглоданные окорочка задумчиво разминали свои мягкие хрящики.(2018 год)

### Публицистика и репортажи
Формально, с июля 2012 года по июль 2013 года Низовкина опубликовала в интернет-ресурсах «ФрондеТВ», «Грани.ру», «ФорумМСК» серию репортажей о наводнении в г. Крымск Краснодарского края и о последовавшей затем «второй волне» затопления в Туапсинском районе Краснодарского края. Однако, не ограничиваясь анализом собственной судебной практики по защите прав пострадавших на жилище и компенсации ущерба, она занималась сбором полуфактов-полулегенд о наводнении, которые невозможно было подтвердить, но и нельзя было проигнорировать. Рассказы жителей мыслились ею как большой, неохватный эпос. В то же время, если оценивать строго с позиции журналиста, то большинство этих рассказов не имели права быть обнародованы без точных доказательств и выслушивания должностных лиц. Не имея удостоверений и гарантий защиты со стороны крупных изданий, Низовкина, очевидно, не стала брать на себя и соответствующих ограничений. Собирая «народную правду», она не заботилась о точном соблюдении «Закона о СМИ».
Информация, полученная Низовкиной от анонимных собеседников, часто напоминает мрачный фольклор. Так, жители приводили цифры жертв, почти стократно превышающие официальную статистику: до 10000 погибших вместо 171 погибшего. Вместе с тем, она описывала множество фактов нарушений прав человека, увиденных лично, а правовая сторона проблемы была ею рассмотрена на примере конкретных прецедентов. Цикл статей Низовкиной представляет некоторый этнографический интерес, поскольку затрагивает национальные и региональные особенности двух территорий — Кубани и армяноязычной части Кавказа.
Цитата
Национальные обычаи порой вскрывают семейные раздоры, злоупотребления в отношении своих же родственников. Историю одной армянской девушки в Крымске мне рассказала ее свекровь (девушка присутствовала тут же, но скромно молчала, как подобает). Ее родители были против того, что она вышла замуж, пытались ее похитить, волоча ее за волосы и избивая ее молоденького мужа. Потом они абсолютно не общались с дочерью, раздельно жили. Но когда пришло наводнение, а вслед за ним и время получать компенсацию по 10 тысяч, родители получили законные деньги своей отвергнутой совершеннолетней дочери, да и присвоили их себе. (2013 год).
В третий раз тема сноса аварийных зданий прозвучала в ноябре 2013 года. В статье «Репрессированные улицы» Низовкина выступила против реконструкции исторического центра г. Улан-Удэ по мотивам защиты малоимущих и сохранения памяти о бурятской национальной элите. Призывала население отказываться от сноса ветхого и неблагоустроенного жилья, представляющего историческую ценность, даже если администрация города выделяет за него новые квартиры. По иронии судьбы, незадолго до этого она добивалась в судебном порядке именно сноса старинных домов, пришедших в негодность при наводнении в Крымске и представлявших реальную опасность для нахождения в них. Из рассуждений Низовкиной, сбережение исторических артефактов должно ставиться превыше технического прогресса и самого права жителей на комфортное жильё, так как старые дома несут в себе правдивую информацию (ту же «народную правду»). Впрочем, в этой статье была затронута очевидная бытовая проблема снабжения населения Бурятии питьевой водой, нерегулярного привоза воды в села и ликвидации водоколонок в г. Улан-Удэ..
Цитата
Наша историческая застройка — единый культурно-исторический комплекс на целые квадратные километры, а не редкие объекты, которые было бы легко отстоять, поставить под особый контроль. Эти обречённые дома берегут не реставраторы, а жильцы, не особенно задумываясь, они каждый день затапливают печки и выходят за порог в самое сердце города. Впору бегать по городу с видеоплёнкой, чтобы сохранить ему посмертную жизнь. (2013 год)
В 2016 году Низовкина была названа в числе топовых блогеров Бурятии. В 2017 году на страницах журнала «Байкал» выступила с критико-биографической статьёй «Лист региона моего» , в которой поднимала вопрос о причинах смерти оппозиционного журналиста, сторонника бурятской автономии Евгения Хамаганова и о необходимости исследования его литературного архива. Фактически ею был поставлен вопрос, выходивший за рамки конкретной биографии, о присвоении статуса писателя исключительно по обрывочном сетевым записям автора
Цитата
Политическая судьба всегда закрывает от общества писательскую судьбу. Литература — дело не самое скандальное, неоднозначное, поэтому оно остаётся на периферии шумных новостей. Это трагедия любого пишущего человека, который занят не только тихим кабинетным писанием. Человек с плакатом заслоняет в нашем общественном сознании человека с пером, за столом, так же как и шустрый корреспондент с фотоаппаратом заслоняет статую на постаменте книг. Принято считать: если человек борется, значит, он не мыслитель, и не успевает, и не способен философствовать, и голову свою он заранее об стенку разбил.(2017 год)

### Драматургия
В 2018 году Низовкина переработала свой поэтический цикл «Бескомпромиссная мистерия» в одноимённое драматическое произведение, в котором на равноправных началах действуют обе враждебные стороны Второй чеченской войны, московские обыватели, мистически воскресшая правозащитница Анна Политковская и её альтер эго в лице молодой коллеги, в которой угадываются автобиографические черты автора. В том же году с подзаголовком «Поэтическая пьеса-диалог» одноактная мистерия, обросшая персонажами, ремарками и определённым действием, вошла в лонг-лист Международного драматургического конкурса «ЛитоДрама-2018» (номинация «Поэтическая пьеса») и Независимой международной премии неправильной драматургии «НИМ-2018».
Цитата

Послушайте, сочтёмся позже:

Как только доскажу,

Я дам вкусить горячей кожи

Бесшумному ножу.

За эхо страстного раската -

Застенчивый курок.

Стабильная, скупая плата,

Устойчивый итог.

(2018 год)